# باخانمان
داستان پرین (به ژاپنی: ペリーヌ物語، به انگلیسی: The Story of Perrine) که در ایران با عنوان باخانمان نیز شناخته می‌شود، یک مجموعهٔ تلویزیونی انیمه ۵۳ قسمتی است که توسط استودیو نیپون انیمیشن ساخته شده است. پخش آن از ۱ ژانویه ۱۹۷۸ در شبکهٔ فوجی تلویژن آغاز شده و تا ۳۱ دسامبر ۱۹۷۸ ادامه داشته است. این انیمه بر اساس رمان با خانواده از هکتور مالو نویسنده فرانسوی ساخته شده است.
این مجموعهٔ تلویزیونی در ایران از شبکهٔ اول پخش شد. آهنگ تیتراژ از آهنگ غذاخوری تام اثر سوزان وگا گرفته شده است.
آهنگساز این اثر، تاکئو واتانابه، آهنگساز ژاپنی انیمیشن‌های معروفی همچون بلفی و لی لی بیت و رامکال است.

## داستان
پرین پاینداواین دختر یک مادر انگلیسی-هندی به نام ماری و یک پدر فرانسوی به نام ادموند است که در همان ابتدای داستان در بوسنی درگذشت. قبل از مرگ ادموند، او از همسرش و پرین می‌خواهد که به زادگاهش، ماراکور، جایی که پدربزرگ پرین، ویلفران پاینداواین، صاحب یک کارخانهٔ نساجی و یک عمارت خانوادگی است، بازگردند. پرین و مادرش در سفر خود به فرانسه یک استودیوی عکاسی مسافرتی را اداره می‌کنند. اما با رسیدن به پاریس، ماری به علت طولانی بودن و دشوار بودن عبور از مرزها و دره‌ها دچار بیماری قلبی می‌شود. اگرچه آنها تمام دارایی خود را برای خرج دکتر و دوا می‌فروشند، اما ماری در نهایت از دنیا می‌رود. در بستر مرگ، او فاش می‌کند که پرین نباید انتظار استقبال گرمی از سوی پدربزرگش را داشته باشد. ویلفران به شدت با ازدواج ادموند مخالفت کرد و به همین دلیل از پرین و مادرش متنفر بود و آن‌ها را به عنوان عروس و نوهٔ خود، قبول نداشت.
پس از دفن ماری، پرین به همراه سگش بارُن، سفری سخت را به ماراکور آغاز می‌کند و تقریباً ۱۵۰ کیلومتر (۹۳ مایل) را با پای پیاده طی می‌کند و به سختی از گرسنگی جان سالم به در می‌برد. هنگامی که آنجا می‌آید، او برای شناسایی نشدن از سوی پدربزرگش و سایرین، هویت مستعار «اورلی» را برای خود برمی‌گزیند. ماراکور شهری است که وظیفه اصلی آن نگهداری نیروی کار کارخانه پنبه‌اش است که مالک آن آقای ویلفران است. به این ترتیب، آقای ویلفران نابینا و سختگیر عملاً حاکم محلی شهر است و همه از او می‌ترسند، حتی خواهرزادهٔ غیرمسئول و طماع او که انتظار دارد کارخانه را به ارث ببرد.
اورلی شغل هل دادن چرخ دستی‌های ریلی را در کارخانه تضمین می‌کند. با این حال، به زودی، او به مترجم کارخانه ارتقا یافت، زیرا او هم فرانسوی و هم انگلیسی را روان و به خوبی صحبت می‌کند. در نهایت، از طریق کارآمدی، وفاداری، و (بدون اینکه خیلی‌ها بدانند) شفقت او، منشی شخصی ویلفران می‌شود و برای حفظ امنیتش، ویلفران از او دعوت می‌کند که در عمارت او زندگی کند. ویلفران به تدریج به اورلی علاقه‌مند می‌شود، کسی که بدون اینکه از او بخواهد، به همراه همیشگی او تبدیل شده است. اورلی که خیلی به پدربزرگش نزدیک می‌شود، در مورد زندگی شخصی او می‌آموزد: ویلفران که تقریباً هیچ خویشاوند دوست‌داشتنی ندارد، جستجوی ادموند را آغاز کرده است تا او را به خانه بیاورد. اورلی ارتباطات خارجی خود را ترجمه و برای ویلفران بازگو می‌کند، اما جرأت نمی‌کند به او بگوید که جستجوی او بیهوده است، زیرا ویلفران نفرت خود را از همسر و دختر ادموند پنهان نمی‌کند و آنها را به تصور فریب و دزدیدن پسرش سرزنش می‌کند، که این موضوع اورلی را آزار می‌دهد.
سرانجام ویلفران از مرگ زودرس ادموند در بوسنی مطلع می‌شود. این خبر بد تقریباً کشنده است، زیرا ویلفران غمگین و بیمار می‌شود و تنها از طریق مراقبت پرشور و محبت اورلی، که به او کمک می‌کند تا بهبود یابد، از مصیبت جان سالم به در می‌برد. ویلفران از اورلی سپاسگزار است. در طی ملاقات «مادربزرگ فرانسوا» مسن، که دایه ادموند بود، او اعلام کرد که اورلی فرشته‌ای است که خدا برای نجات او فرستاده است، زیرا چنین عشق بی‌قید و شرطی برای یک غریبه بی‌نظیر است. فرانسوا، دوست مشترک اورلی از زمان ورود او به ماراکور، پاسخ می‌دهد که فرشته به طرز عجیبی شبیه ادموند است. ویلفران فوراً وکیل خود را می‌فرستد تا پیشینه اورلی را بررسی کند و همچنین تصدیق می‌کند که اگر او واقعاً نوهٔ اوست، باید از این موضوع مطلع بشود.
پس از دریافت تاییدیه مبنی بر اینکه اورلی واقعاً پرین، دختر ادموند و نوهٔ ویلفران است، ویلفران تحت عمل جراحی خطرناک چشم قرار می‌گیرد تا چهره نوه‌اش را ببیند. وی همچنین دستور ساخت مهدکودک، خوابگاه‌های سالم، بیمارستان، و یک باشگاه ورزشی برای ماراکور و کارگران کارخانه را می‌دهد.

## صداپیشگان نسخهٔ فارسی
- مدیر دوبلاژ و راوی: عباس نباتی
- پرین: نرگس فولادوند
- مادر پرین (ماری): مینو غزنوی
- رزالی: رزیتا یاراحمدی
- مارسل:شایسته تاج‌بخش
- پدربزرگ پرین (ویلفران): اکبر هرانر/ علی همت مومیوند
- تاروئل (مدیر کارخانهٔ ویلفران): اکبر منانی
- تئودور: داوود شعبانی نصر
- فابری: محمد عبادی
- سرکارگر: پرویز نارنجی‌ها